# المعمورة (حي)
المعمورة حي من أحياء مدينة الخرطوم السكنية يقع جنوب محلية الخرطوم، ينقسم إلى مربعات سكنية أساسية مربع 69 مربع 70 مربع 71 مربع 72. وقبل فترة بسيطة تم عمل امتدادات للحي شرقا ليشمل مربع 73 في بداياته كان يسمى بالحي ثم بعد ذلك اقترح السكان الأوائل للمنطقة مسميات مختلفة ليقع الاختيار اخيرا على اسم «المعمورة».

## الموقع الجغرافي
يقع حي المعمورة جنوب محلية الخرطوم ويغطي مساحة قدرها 1.675 كم2 تقريبا
يحده شارع عبيد ختم غربا شارع مدني جنوبا شارع الستين شرقا وشارع سيف الدين يوسف «المعروف بشارع جوبا» شمالا

سيف الدين يوسف هو من أوائل ساكني حي المعمورة ولمجهوداته الكبيرة في اعمار الحي سمي هذا الشارع باسمه
اما ما جرى على لسان سكان المنطقة بتسميته بشارع جوبا فذلك بسبب بقالة صغيرة تواجدت على أول الشارع مع بداية توزيع أراضي المنطقة

### أهم الشوارع
- شارع مستشفى الشيخ
- شارع فاروق دياب